# ندية أليفة الغرانيت
ندية أليفة الغرانيت (الاسم العلمي:Drosera graniticola) هي نوع من النباتات تتبع جنس الندية من الفصيلة الندوية.